# Ruhrschnellverkehr
Der Ruhrschnellverkehr (RSV) war eine Zuggattung, abgekürzt „R“, des Schienenpersonennahverkehrs bei der Deutschen Reichsbahn und der Deutschen Bundesbahn. Sie bediente von 1932 bis 1939 sowie von 1948 bis 1951 die wichtigsten Strecken des heutigen Ruhrgebiets und verkehrte ab 1935 in einem Taktfahrplan.
Ab 1967 wurden diese Verkehre sukzessive Teil der S-Bahn Rhein-Ruhr.

## Geschichte

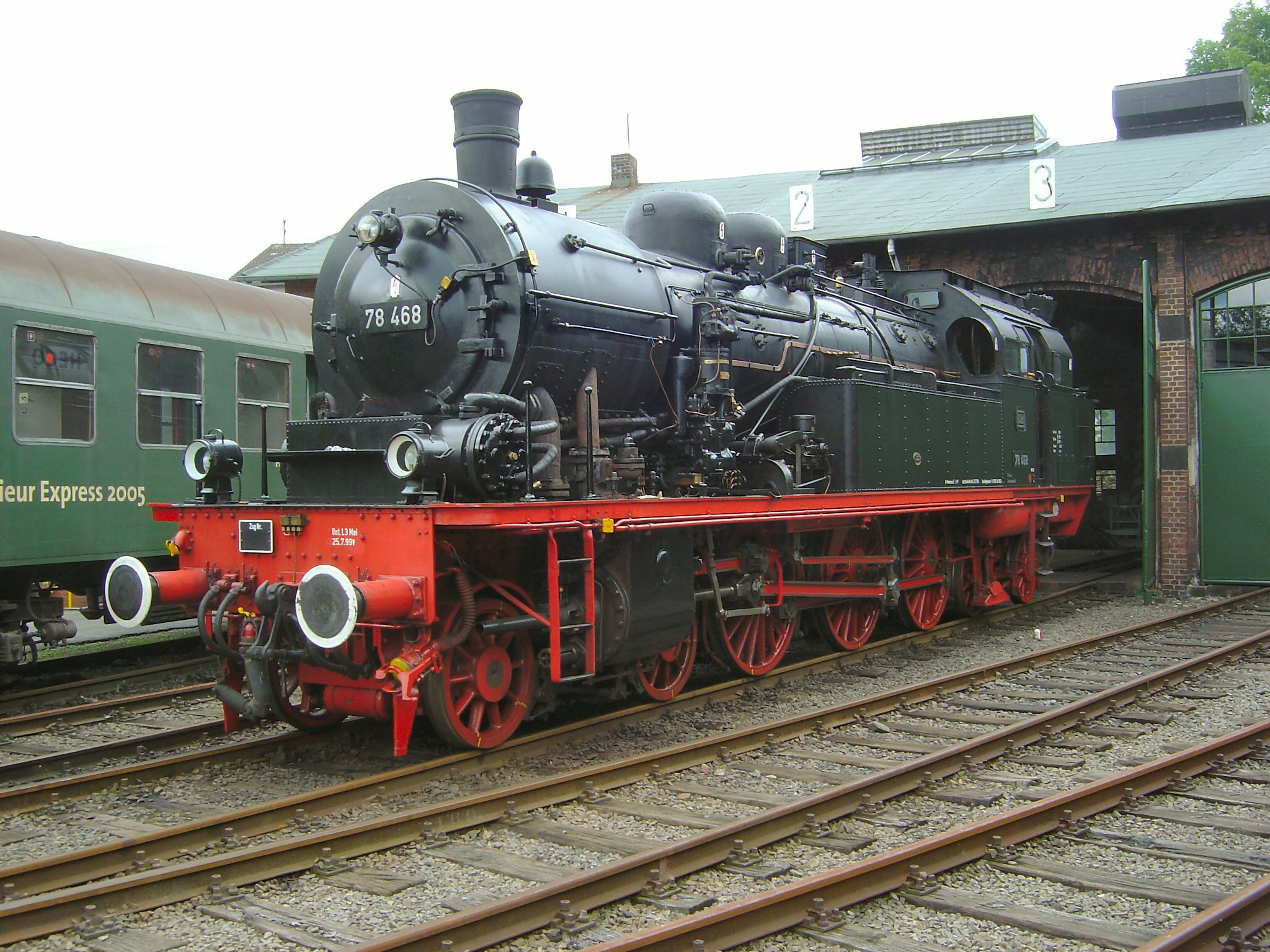
Baureihe 78 (Preuß. T 18)

Die 1898 gegründete Düsseldorf-Duisburger Kleinbahn war Keimzelle einer von der AEG und den Siemens-Schuckertwerken (SSW) geplanten elektrischen Rheinisch-Westfälischen Schnellbahn zwischen Dortmund, Duisburg und Köln. Dieses Vorhaben scheiterte 1924 letztendlich am Widerstand der Bergbaubetriebe und der Deutschen Reichsbahn, die diese als direkte Konkurrenz ansah.
Die Deutsche Reichsbahn wurde daraufhin verpflichtet, auf ihren Strecken selber ein städteverbindendes Nahverkehrssystem einzurichten. Dieses sollte kurze Aufenthaltszeiten und einen Viertelstundentakt beinhalten. Die Züge des Ruhrschnellverkehrs führten die zweite und dritte Wagenklasse und waren zuschlagfrei, analog zum Personenzug (P).
Das Netz wurde in den Folgejahren ausgebaut und auf die wichtigsten Städte im nördlichen Rheinland und westlichen Westfalen ausgeweitet.
Nach der kriegsbedingten Unterbrechung wurde der Ruhrschnellverkehr am 6. Dezember 1948 wieder aufgenommen und schließlich mit Beginn des Sommerfahrplans am 20. Mai 1951 in die neue Zuggattung Nahschnellverkehrszug (N) integriert.

## Zugmaterial

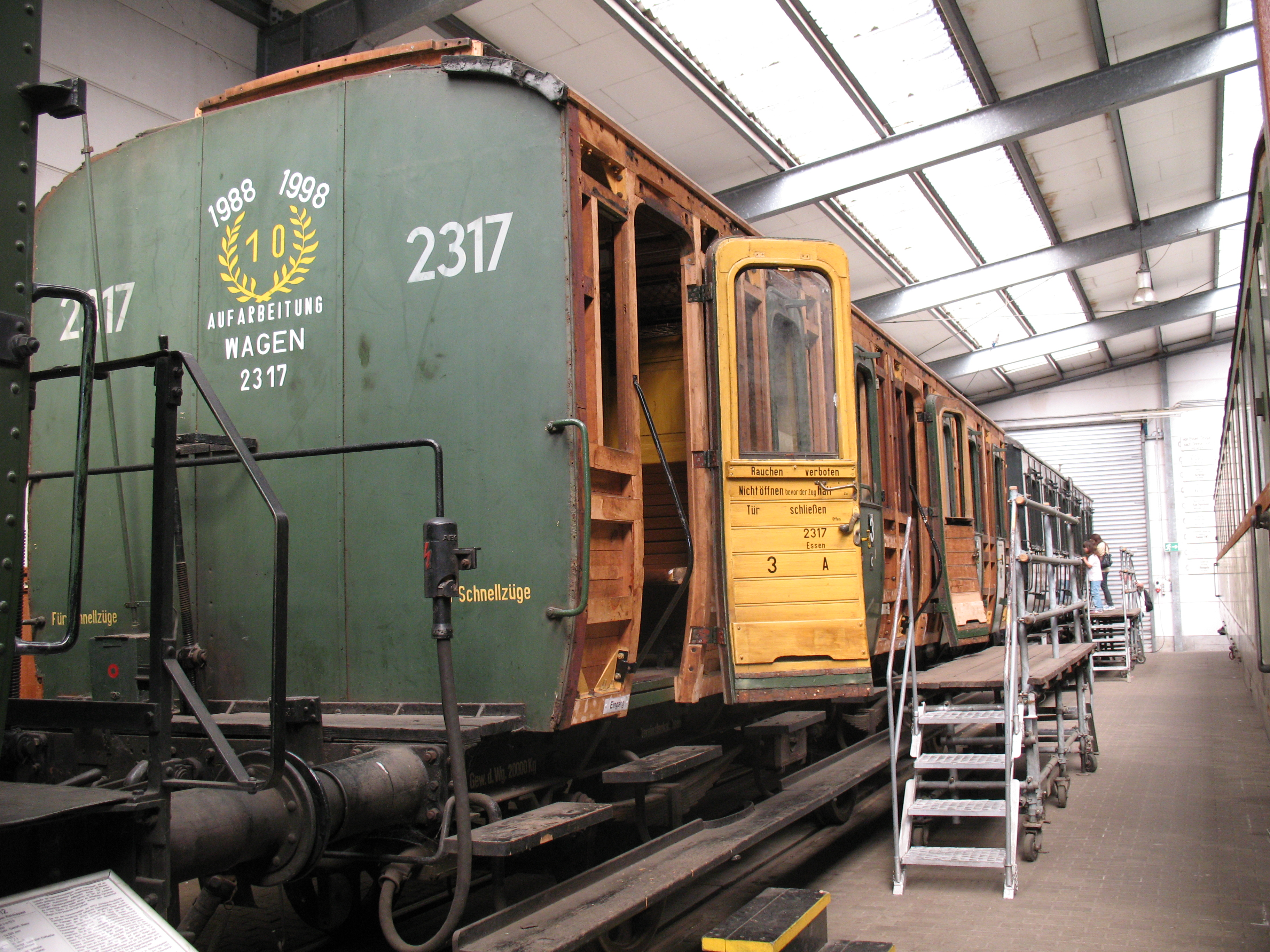
„Hunderttürenwagen“

Für den Ruhrschnellverkehr wurden unter anderem ehemals preußische Dampflokomotiven eingesetzt, auf den längeren Hauptrelationen insbesondere Schlepptenderlokomotiven der Baureihe 38, auf den kürzeren Querverbindungen Tenderlokomotiven der Baureihe 78. Charakteristisch waren an der Rauchkammertür  der Lokomotive angebrachte rechteckige Schilder, auf denen – in schwarzer Schrift auf weißem Grund ausgeführt – „Ruhrschnellverkehr“ mit einem roten Diagonalbalken durchgestrichen war. Diese Lokomotiven bespannten Züge aus sogenannten „Hunderttürenwagen“ (Bauarten C4i-33e und BC4i-33f), die einen raschen Fahrgastwechsel ermöglichten.
Außerdem plante die Deutsche Reichsbahn den Einsatz von Verbrennungstriebwagen DR 137 288 bis 295, was ab Mitte 1938 auch stattfand. Nach nur einem halben Jahr wurden die acht Fahrzeuge aber schon an die Reichsbahndirektion Saarbrücken abgegeben.

## Streckennetz
In den 1930er Jahren wurden folgende Relationen eingerichtet, von denen die meisten heute durch die S-Bahn Rhein-Ruhr bedient werden. Somit entsprach der Ausbau des Streckennetzes bis zum Zweiten Weltkrieg in etwa dem Gebiet des heutigen Verkehrsverbundes Rhein-Ruhr.
| Datum           | Verlauf                                                         | Bahnstrecken                                                                 |
| --------------- | --------------------------------------------------------------- | ---------------------------------------------------------------------------- |
| 2. Oktober 1932 | Dortmund Hbf – Bochum Hbf – Essen Hbf                           | Witten/Dortmund–Oberhausen/Duisburg                                          |
| 1. Februar 1933 | Essen Hbf – Mülheim-Eppinghofen – Duisburg Hbf                  | Witten/Dortmund–Oberhausen/Duisburg                                          |
| 1. Februar 1933 | Duisburg Hbf – Oberhausen Hbf – Wanne-Eickel Hbf – Dortmund Hbf | Duisburg–Dortmund                                                            |
| 1935            | Duisburg Hbf – Düsseldorf Hbf (– Köln Hbf)                      | Köln–Duisburg                                                                |
| 1935            | Dortmund Hbf – Hamm (Westf)                                     | Dortmund–Hamm                                                                |
| 1935            | Dortmund Hbf – Witten West – Hagen Hbf                          | Elberfeld–Dortmund                                                           |
| 1935            | Wanne-Eickel Hbf – Bochum Nord – Witten West                    | Wanne-Eickel–Bochum, Bochum–Bochum-Langendreer und Bochum-Langendreer–Witten |
| 1935            | Oberhausen Hbf – Mülheim-Eppinghofen                            | Witten/Dortmund–Oberhausen/Duisburg                                          |
| 1935            | Duisburg Hbf – Krefeld Hbf – Mönchengladbach Hbf                | Duisburg-Ruhrort–Mönchengladbach                                             |
| 1938            | Steele Hbf – Langenberg (Rheinl) – Vohwinkel                    | Essen-Überruhr–Wuppertal-Vohwinkel                                           |
| 1937–1939       | Duisburg Hbf – Düsseldorf Hbf (vier- bis sechsgleisiger Ausbau) | Köln–Duisburg                                                                |